# Которосльная набережная
Ко́торосльная на́бережная — набережная по левому берегу реки Которосль в центральной части города Ярославля. Лежит между Волжской набережной и проспектом Толбухина. Проходит, в частности, мимо Спасо-Преображенского монастыря.

## История

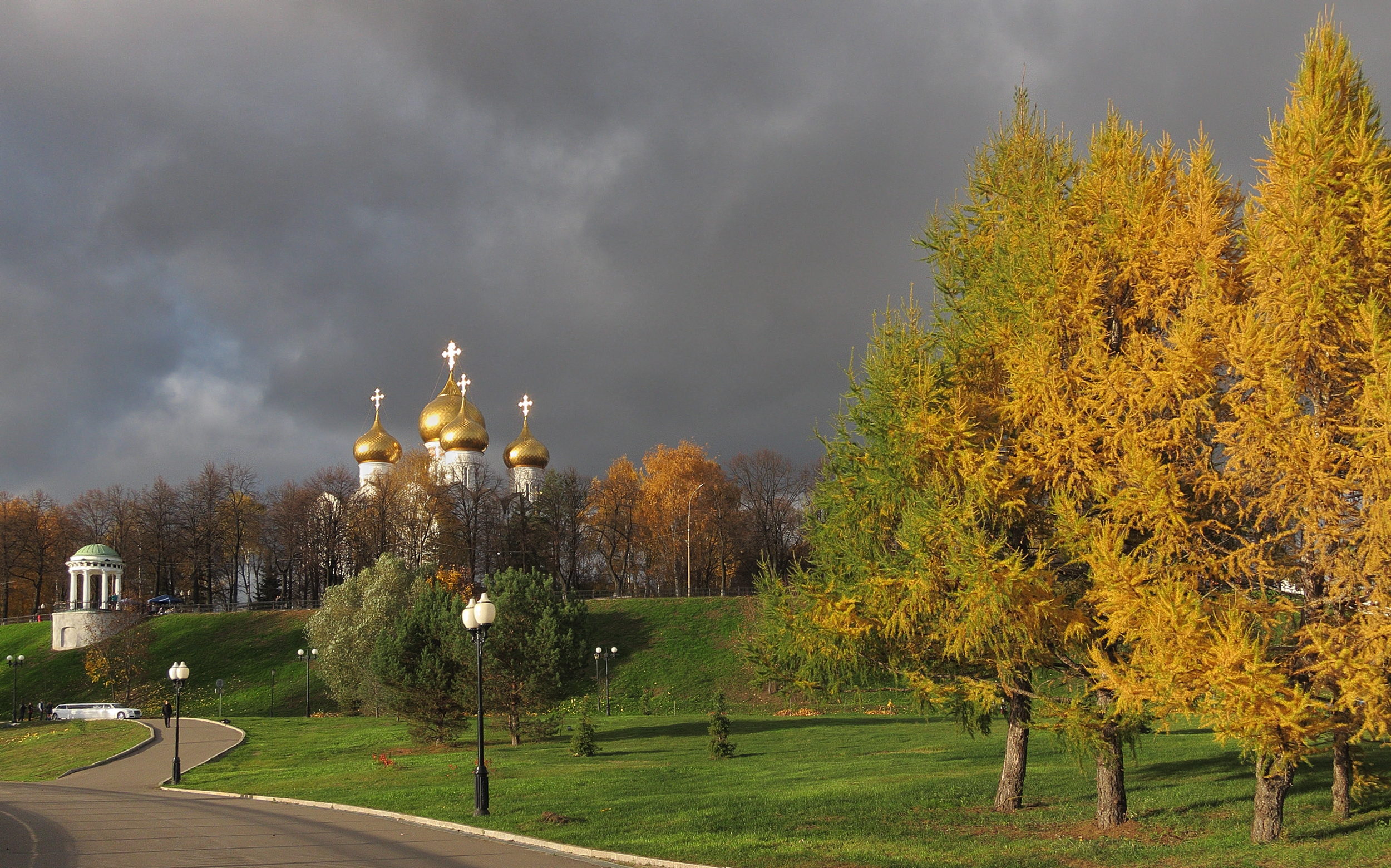
Вид на набережную со Стрелки

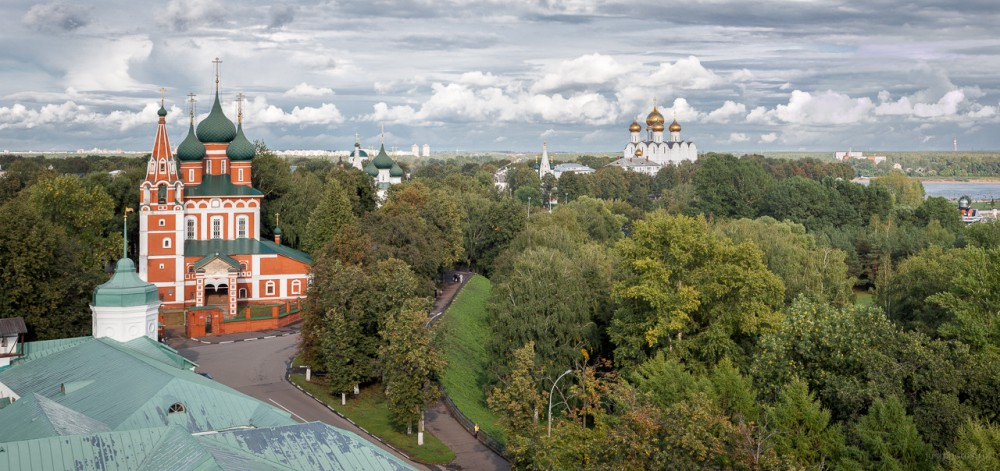
Вид со звонницы Спасо-Преображенского монастыря

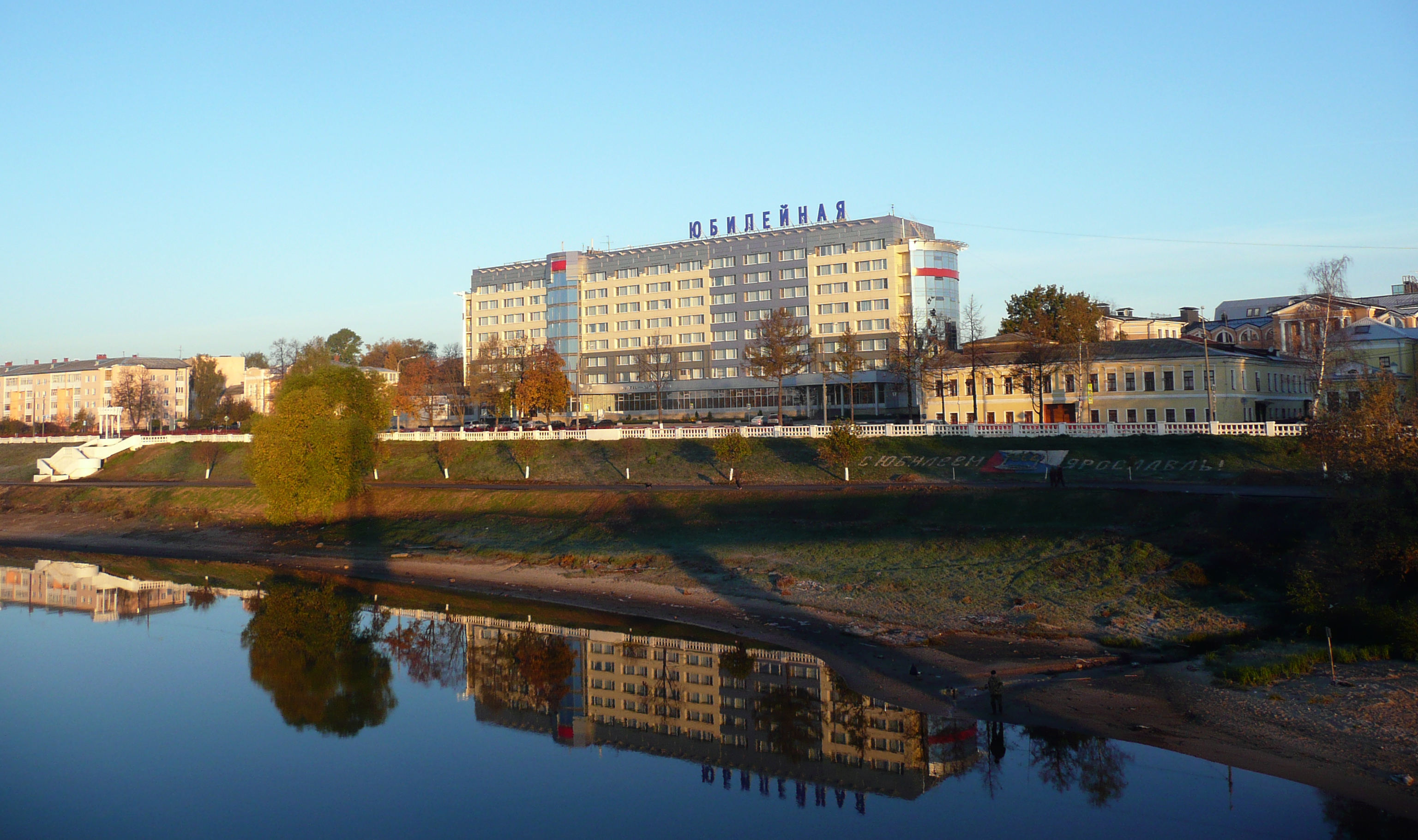
Вид с Американского моста

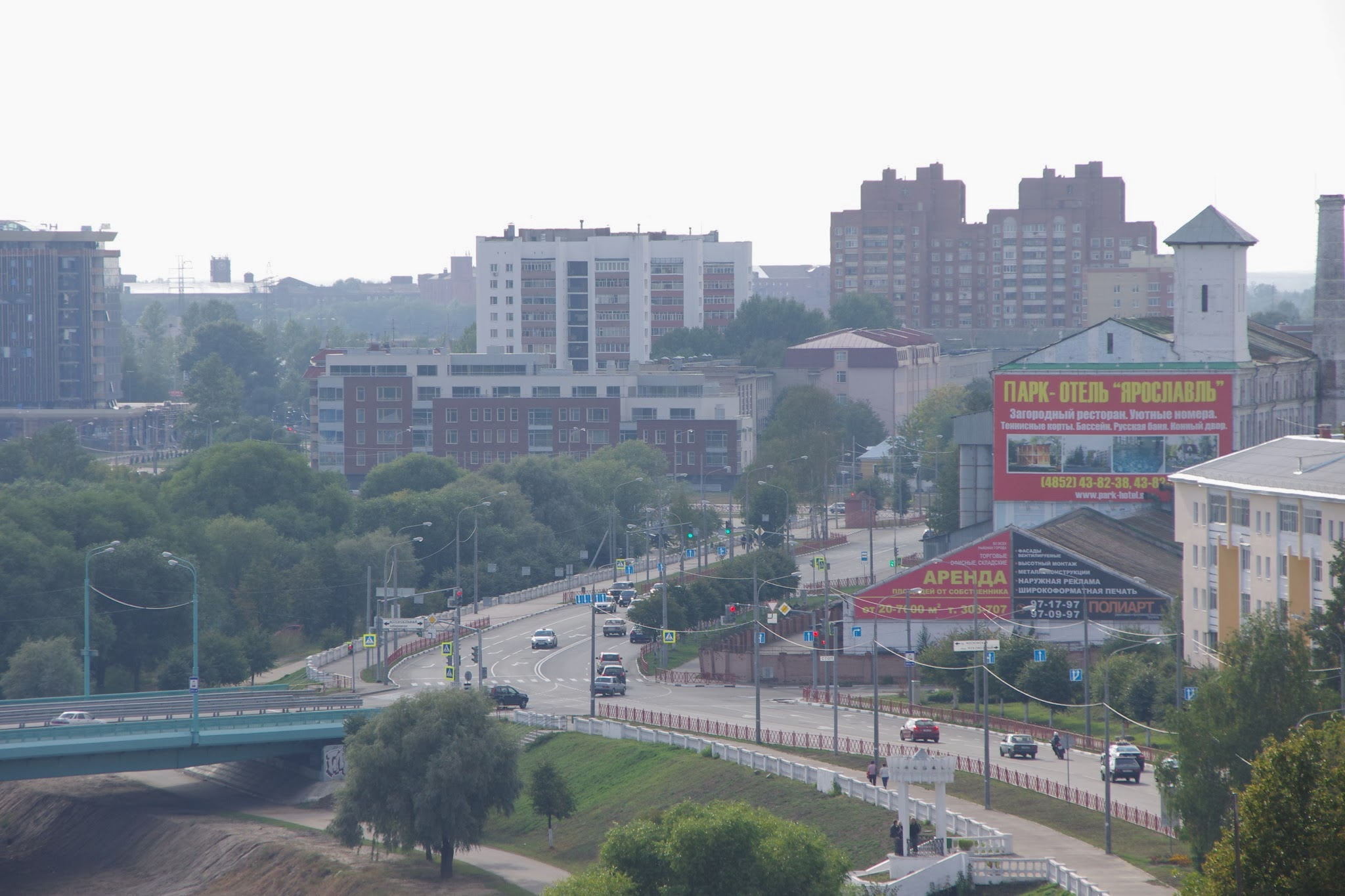
Вид на западную часть набережной

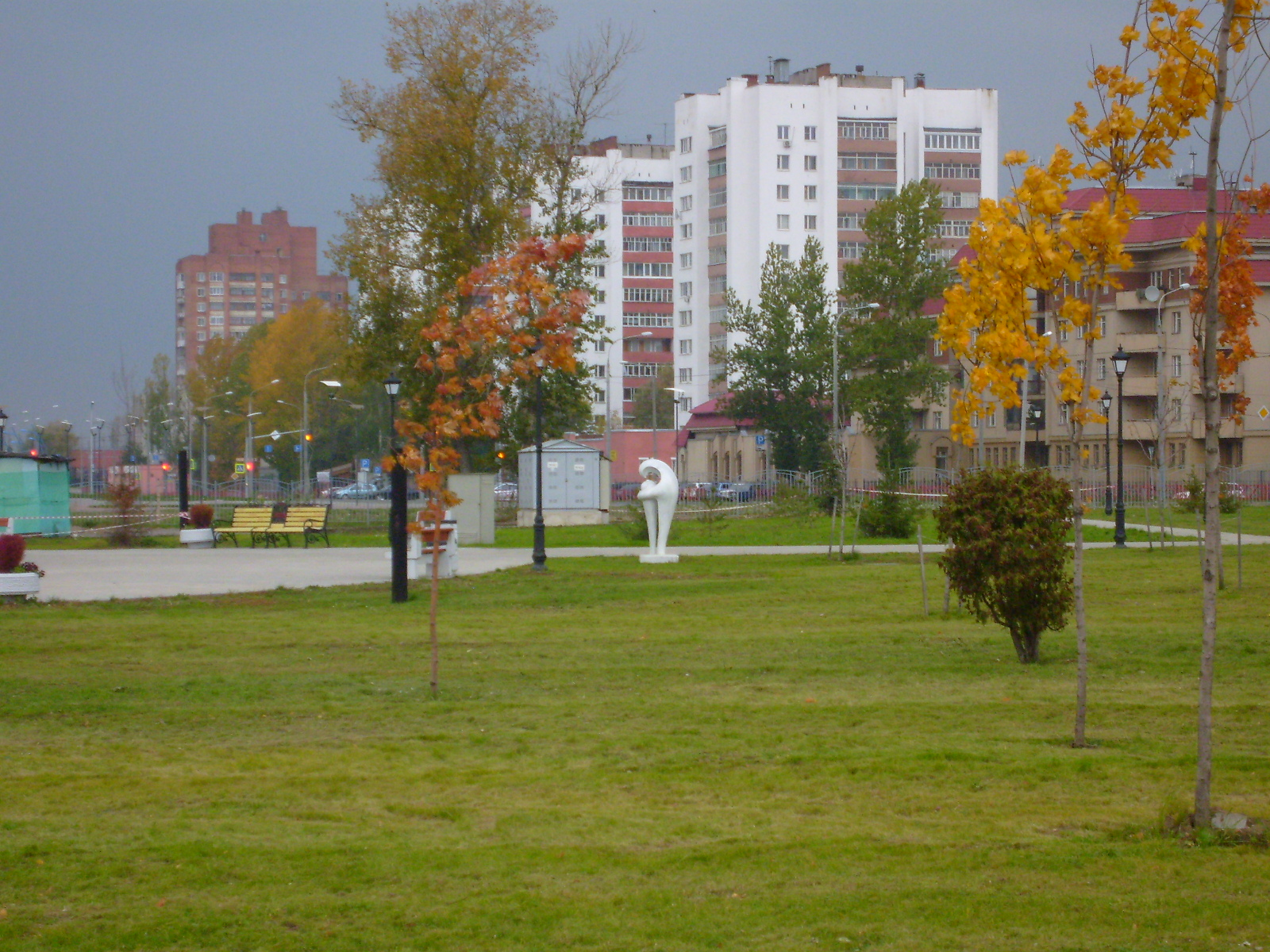
Парк и жилые дома на месте Крохинской слободы

Застройка вдоль берега Которосли началась с основания города в XI веке. В XIII веке на берегу был основан Спасский монастырь. В XII—XVI веках вдоль берега основаны несколько церквей, строились пригородные слободы — Богоявленская, Киселюха, Спасская, Крохино. В 1648 году вся местность вошла в состав Ярославля.
По регулярному плану 1778 года была спрямлена часть набережной от Богоявленского спуска до Всполья.
В июле 1918 года большинство зданий на Которосльной набережной сильно пострадали от артиллерийского обстрела города коммунистами, деревянная застройка была уничтожена полностью. В 1937 набережная лишилась своего красивейшего здания — был взорван Успенский кафедральный собор.
В июле 1944 года секретарь обкома ВКП(б) заявил, что «на правой стороне берега, под кремлём, лежит огромная свалка металлолома, дискредитирующая город Ярославль и его руководителей, вслед за этой свалкой — овраг с городскими нечистотами, причём там такое зловоние, что невозможно пройти мимо, к этому прибавляются дома, различные склады, трущобы, грязь». Горком ВКП(б) постановил построить новую набережную от Стрелки до Американского моста с благоустройством её по образцу Волжской. Чтобы успеть закончить строительство к годовщине революции, к работе были привлечены около 4000 человек, почти все из которых были женщины, от 12-летних до пожилых. На строительство набережной они выходили после рабочей смены и в выходные. Труд не оплачивался; в качестве поощрения строители получали косметику, крайне дефицитную в то время, занесение на доску социалистического соревнования и доску почёта, почётные грамоты от горкома и горисполкома ВКП(б).
В 1970-х участок набережной был включён в территорию военного училища, проезжая часть западнее Николо-Мокринской церкви проложена ближе к Которосли, приблизительно на месте бывшей Крохинской улицы, и ограничена проспектом Толбухина.
В 1973 году на берегу Которосли был построен многоэтажный корпус гостиницы «Юбилейная», сооруженный по типовому проекту и своим коробкообразным объемом не гармонирующий с изящной панорамой набережной. В 1985 году перед гостиницей была поставлена беседка и установлено бетонное ограждение откоса.
В 1997 на Которосльной набережной построена Казанская часовня в честь 385-летия ополчения Минина и Пожарского.
В 2004—2010 годах на Стрелке воссоздан Успенский собор. К празднованию тысячелетия города был также разбит парк 1000-летия Ярославля на берегу Которосли. А рядом, на месте южной части Крохинской слободы, построены концертно-зрелищный центр «Миллениум» и гостиница. «Юбилейная» получила новую облицовку фасада.

## Здания и сооружения
- № 2/1 — Успенский кафедральный собор
- № 2а — Сторожка соборной церкви
- № 2/3 — Бывшая усадьба купца Ф. И. Колясникова — купца Д. А. Карпычева, построена в 1-й трети XVIII века
- № 6 — Бывший дом Ширяевой, 1821 год постройки[4]
- № 8 — Церковь Николая Чудотворца в Рубленом Городе
- № 22 — Бывший дом Мелентьевых-Курнышовых[5]
- № 24 — Бывший дом Несытовой[6]
- № 26 — Гостиница «Юбилейная», построенная в 1973 году
- № 44 — Институт педагогики и психологии, факультет повышения квалификации и профессиональной переподготовки кадров, факультет социального управления ЯГПУ, бывший Восточный корпус духовной семинарии, построен в 1889 году
- № 46 — Естественно-географический факультет ЯГПУ, бывшее Главное здание духовной семинарии, возведено в 1875 году
- № 46а — Факультет физической культуры ЯГПУ
- № 46в — Исторический факультет ЯГПУ
- № 53 — Концертно-зрелищный центр «Миллениум»
- № 66 — Факультет русской филологии и культуры и факультет иностранных языков ЯГПУ

На других улицах:
- Почтовая улица, 3 — Церковь Спаса на Городу
- Первомайская улица, 67 — Церковь Михаила Архангела
- Богоявленская площадь, 25 — Спасо-Преображенский монастырь
- Богоявленская площадь, 14 — Ярославское епархиальное управление, бывшая духовная консистория, 1815 год
- Мукомольный переулок, 6к3 — церковь Петра Митрополита
- Республиканская улица, 99 — Бывшая крупчато-мукомольная мельница Вахрамеева
- Улица Чайковского, 1А и 1Б — церкви Николо-Мокринского прихода

## Смежные улицы
- Волжская набережная
- Улица Подзеленье